# Hypancistrocerus torquatus
Hypancistrocerus torquatus är en stekelart som först beskrevs av Edoardo Zavattari 1912.
Hypancistrocerus torquatus ingår i släktet Hypancistrocerus och familjen Eumenidae. Inga underarter finns listade i Catalogue of Life.